# مارك شناتيرير
مارك شناتيرير (بالألمانية: Marc Schnatterer)‏ (18 نوفمبر 1985 بهايلبرون في ألمانيا - ) هو لاعب كرة قدم ألماني في مركز الوسط. لعب مع نادي هايدنهايم ونادي كارلسروه 2 ‏ وSGV Freiberg ‏.

## وصلات خارجية
- مارك شناتيرير على موقع قاعدة بيانات كرة القدم.إي يو (الإنجليزية)
- مارك شناتيرير على موقع بيانات كرة القدم. دي إي (الألمانية)
- مارك شناتيرير على موقع عالم كرة القدم.نت (الإنجليزية)